# 佩塔卢马
佩塔卢马（英语：Petaluma）是美国加利福尼亚州索诺玛县的一个城市，2010年人口普查后的人口是57,941，其中80.4%为白人，其他种族包括亚洲人、黑人和拉丁裔等。总面积为37.6平方公里，气候为地中海气候，国道101通过该城。1906年曾发生过大地震。

## 相關連結
- 官方网站
- Petaluma Downtown （页面存档备份，存于）
- Historical and scenic photos of Petaluma （页面存档备份，存于）